# أرمليات
الأرمليات أو الأيّميات أو الهويديات (بالإنجليزية: Viduidae)‏ فصيلة طيور مهاجرة، لون الذكر أسود، يلمع مصقول في الأعلى ولونه في الجزء الأسفل أفتح مع بعض الألوان الأخرى، انثاه صغيرة لونها بني من الأعلى وفاتح في الأسفل، ذيله طويل ضخم جدا. وهو من الطيور الشمعية المنقار.
دائم البحث والتنقيب عن الحشرات والحبوب في الأرض، هو طائر طفيلي له عدة زوجات فيتودد محلقا بشكل دائري عال فوق الأنثى مباشرة، وتضع الأنثى عدد كبير من البيض في أعشاش.
طائر الهويد طائر أفريقي الموطن وهو نوع من أنواع الفينش، وسيبدو مثل أي طائر من الفينش في غير موسم التزاوج، فالمميز فيه أنه عند موسم التزاوج فإن ذيل الذكر يطول جدا ويكون أضعاف طول جسمه.
تربيتها ليست بالصعبة وتربى مثلها مثل أي طائر فينش، فهي تتغذى على بذورها لنقل مثل بذور التي تستخدم للزيبرا فينش، وأيضا تتناول الأوراق الخضراء، في البرية تتغذى على الحشرات لتزودها بالبروتين، عند تربيتها يجب أخذ في الاعتبار حجم القفص لأن طول الذيل يحتاج إلى قفص كبير.